# Trần Minh Ngọc
Trần Minh Ngọc (1935 - ) là đạo diễn, nhà giáo lĩnh vực sân khấu Việt Nam. Ông là đạo diễn của rất nhiều tác phẩm sân khấu tại khu vực phía Nam và từng đào tạo ra nhiều nghệ sĩ, diễn viên như Quốc Tuấn, Thành Hội, Mỹ Uyên, Việt Hương...

## Sự nghiệp
Trần Minh Ngọc tốt nghiệp đạo diễn ở nước ngoài, lĩnh vực chuyên môn của ông là kịch nói, sau này ông còn tham gia dựng cả cải lương. Năm 1954, ông bắt đầu tập kịch tại nhà của mình, năm 1958, ông thành lập Đội kịch Thanh niên cùng Doãn Hoàng Giang, Đoàn Dũng, Thế Anh.
Từ năm 1959, ông từng học thêm từ các nghệ sĩ Đình Quang, Nguyễn Đình Nghi, Ngô Y Linh và Thế Lữ. Năm 1960, Ông cùng Thế Anh và Mạnh Linh dựng vở Ngựa xanh trên thảm cỏ và nhận được một giải thưởng. Năm 1961, ông thi đỗ khóa đầu tiên của Khoa Kịch nói– Trường Trung cấp Nghệ thuật Sân khấu Việt Nam cùng với các nghệ sĩ Doãn Hoàng Giang, Đoàn Dũng, Thế Anh, Trọng Khôi, Hà Văn Trọng, Nguyệt Ánh,…
Trần Minh Ngọc tốt nghiệp năm 1964 và cùng Đội kịch Thanh niên với các thành viên cũ làm việc tại Nhà hát Kịch Việt Nam. Đến năm 1967, ông được cử đi tu nghiệp đạo diễn ở Bulgari và có 3 tháng thực tập tại Đài Truyền hình quốc gia nước bạn. Năm 1974, ông trở về Việt Nam giảng dạy tại trường Sân khấu – Điện ảnh Hà Nội đến năm 1986, ông cùng gia đình chuyển vào Thành phố Hồ Chí Minh. Minh Ngọc là một trong những giảng viên đầu tiên giảng dạy ở Trường Nghệ thuật sân khấu II. Năm 1998, ông nghỉ hưu khi đang giữ cương vị Hiệu trưởng Trường Đại học Sân khấu – Điện ảnh Thành phố Hồ Chí Minh.
Trần Minh Ngọc từng giữ chức vụ Hiệu trưởng trường Nghệ thuật Đông Dương, Chủ tịch Hội Sân khấu Thành phố Hồ Chí Minh, Chủ tịch Hội đồng Nghệ thuật của Thành phố, Trưởng ban Lý luận phê bình - Hội Nghệ sĩ sân khấu Việt Nam và Tổng biên tập Báo Sân khấu TP.Hồ Chí Minh.
Năm 2020, ông là giám khảo cuộc thi "Tài năng trẻ diễn viên sân khấu kịch nói" do Cục Nghệ thuật Biểu diễn tổ chức tại Hà Nội. Ông cũng là thành viên Hội đồng nghệ thuật Giải Mai Vàng lần thứ 26. Năm 2021, Trần Minh Ngọc là chủ tịch Liên hoan kịch nói toàn quốc.

## Vinh danh
Năm 2017, Trần Minh Ngọc được Nhà trưng bày tượng sáp nghệ sĩ Việt Nam tạc một bức tượng sáp.
Năm 2019, Ông được phong tặng danh hiệu Nghệ sĩ nhân dân.

## Tác phẩm và giải thưởng

### Giải thưởng
Bài báo “Nghĩ về thầy và trò trong giáo dục nghệ thuật hôm nay” đạt giải thưởng Báo chí viết về văn hóa - nghệ thuật 2014 của Hội Nhà báo Thành phố Hồ Chí Minh.
Năm 2023, cuốn sách "Cải lương Sài Gòn 1955-1975" do NSND Trần Minh Ngọc chủ biên, giành được tặng thưởng các tác phẩm lý luận, phê bình văn học, nghệ thuật xuất bản năm 2022 do Hội đồng Lý luận, phê bình văn học, nghệ thuật trung ương tổ chức.
Vở kịch "Dấu xưa" do ông đạo diễn đã giành được khá nhiều giải thưởng, trong đó có Giải thưởng Sáng tạo Thành phố Hồ Chí Minh năm 2019.
Vở "Chạy", tác phẩm đoạt giải A trong trại sáng tác kịch bản của Hội Sân khấu Thành phố Hồ Chí Minh năm 2019.

### Tác phẩm
Kịch – Cải lương
- Cô chủ quán xinh đẹp
- Người cha thô bạo
- Số phận trớ trêu
- Chuyện văn chương
- Trôi theo dòng đời – tác giả Minh Hoàng
- Chuyện tình nữ phạm nhân – tác giả Trần Tuấn
- Một cuộc đời bị đánh cắp – tác giả: Kaoru Korimoto, dịch giả: Vũ Quỳnh
- Đêm khuya về với mẹ – tác giả Ngọc Linh
- Âm mưu và tình yêu
- Bà chúa thơ Nôm – tác giả: Linh Huyền
- Tốt - xấu - giả - thật  – tác giả Nguyễn Thu Phương
- Dấu xưa – tác giả: Nguyễn Thanh Bình
- Chia tay hoàng hôn – tác giả: Sĩ Hanh
- Đôi bờ – tác giả Lê Duy Hạnh
- Giọng hò Đồng Tháp – tác giả Lê Duy Hạnh, đồng đạo diễn NSƯT Trần Thắng Vinh
- Gương mặt kẻ khác
- Tiếng giày đêm – tác giả Lê Chí Trung
- Thiếu phụ sông Tiền – tác giả: Phi Hùng
- Bão trong ngày nắng – tác giả Huỳnh Anh
- Bóng tối và ánh sáng

Bài báo & Sách
- Sân khấu TPHCM 37 năm: Nhìn lại những chặng đường[15]

- Cải lương Sài Gòn 1955-1975 (làm chủ biên)
- Nghĩ về thầy và trò trong giáo dục nghệ thuật hôm nay[12]